# Kama (Fukuoka)
Kama (japonsky: 嘉麻市; Kama-ši) je město ležící v japonské prefektuře Fukuoka.
Město vzniklo 27. března 2006 sloučením města Jamada a většiny okresu Kaho.
K 31. březnu 2007 mělo město 46 316 obyvatel. Jeho celková rozloha je 135,18 km².

## Dějiny
Oblast Kamy byla součástí starověké provincie Čikuzen a během období Sengoku ji ovládal klan Asakura. Během období Edo byla oblast pod kontrolou domény Fukuoka, jejíž vládci, klan Kuroda, založili vedlejší doménu na území dnešní Asakury nazývané doména Akizuki. Většina Kamy byla součástí držav domény Akizuki. Po reformách Meidži bylo v okresu Kahu ve Fukuoce založeno město Usui a vesnice Kumada, Inacuki, Okuma, Sendžu, Mijano, Ašišira, Inacuki, Kaho a Usui. Okuma byla povýšena na město v roce 1892. Kumada byla povýšena na město v roce 1924 a přejmenována na Jamada v roce 1925. V roce 1941 byly vesnice Unacuki a Usui povýšeny na město a v roce 1954 byla Jamada povýšena na město. V roce 1955 se město Okuma spojilo s vesnicemi Sendžu, Mijano a Ašišira.
Dne 27. března 2006 se spojily město Jamada a města Kaho, Usui a Inazuki a vytvořily město Kama. Hlavním úřadem radnice je bývalá radnice v Usui.